# U.S. Men's Clay Court Championships 1990
L'U.S. Men's Clay Court Championships 1990 è stato un torneo di tennis giocato sulla terra. È stata la 80ª edizione del U.S. Men's Clay Court Championships, che fa parte della categoria ATP World Series nell'ambito dell'ATP Tour 1990. Si è giocato a Kiawah Island in Carolina del Sud negli Stati Uniti dal 7 maggio al 14 maggio 1990.

## Campioni

### Singolare
David Wheaton ha battuto in finale  Mark Kaplan con il punteggio di 6–4, 6–4.

### Doppio
Scott Davis /  David Pate hanno battuto in finale  Jim Grabb /  Leonardo Lavalle con il punteggio di 6–2, 6–3.